# Tomigusuku
Tomigusuku (Japans: 豊見城市, Tomigusuku-shi) is een Japanse stad in de prefectuur Okinawa. In 2015 telde de stad 61.136 inwoners. 

## Geschiedenis
Op 1 april 2002 werd Tomigusuku benoemd tot stad (shi). Daarvoor was Tomigusuku het grootste dorp van Japan.
Subprefecturen:
Miyako · Yaeyama

Steden:
Ginowan · Ishigaki · Itoman · Miyakojima · Nago · Naha (hoofdstad) · Nanjo · Okinawa · Tomigusuku · Urasoe · Uruma

Districten:
Kunigami · Miyako · Nakagami · Shimajiri · Yaeyama
Gemeenten per district